# Оно Такесі
Оно Такесі (яп. 大野 毅, нар. 22 листопада 1944) — японський футболіст, що грав на позиції захисника.

## Клубна кар'єра
Грав за команду Тою Когю.

## Виступи за збірну
Дебютував 1965 року в офіційних матчах у складі національної збірної Японії. У формі головної команди країни зіграв 3 матчі.

## Статистика
Статистика виступів у національній збірній.
| Збірна Японії | Збірна Японії | Збірна Японії |
| Роки          | Ігри          | голи          |
| ------------- | ------------- | ------------- |
| 1965          | 1             | 0             |
| 1966          | 0             | 0             |
| 1967          | 0             | 0             |
| 1968          | 0             | 0             |
| 1969          | 0             | 0             |
| 1970          | 0             | 0             |
| 1971          | 2             | 0             |
| Усього        | 3             | 0             |